# Федин, Матвей Владимирович
Матве́й Влади́мирович Фе́дин (род. 11 марта 1977) — российский учёный, специалист в области химии и материаловедения, доктор физико-математических наук, профессор РАН, член-корреспондент РАН по Отделению химии и наук о материалах (2025).

## Биография, карьера
Родился в 1977 году.
Окончил бакалавриат (1998) и магистратуру (2000) Новосибирского государственного университета (НГУ), физический факультет, кафедра химической и биологической физики.
После окончания университета стал сотрудником Института «Международный томографический центр» Сибирского отделения РАН (МТЦ СО РАН) в Новосибирске. Помимо работы в России, был приглашённым специалистом в Германии как стипендиат Фонда им. Гумбольдта (нем. Alexander von Humboldt-Stiftung, 2007), а также приглашённым профессором в Японии при поддержке Японского общества содействия науке (яп. 日本学術振興会, 2013).
Диссертации:
- Спиновая поляризация и релаксация короткоживущих радикалов в слабых магнитных полях : диссертация … кандидата физико-математических наук : 01.04.17. — Новосибирск, 2002. — 134 с. : ил.
- Новые методы и подходы ЭПР в изучении спиновой динамики радикалов, ионов переходных металлов и гетероспиновых молекулярных магнетиков : диссертация … доктора физико-математических наук : 01.04.17 / Федин Матвей Владимирович; [Место защиты: Институт химической кинетики и горения Сибирского отделения РАН]. — Новосибирск, 2010. — 282 с. : 10 ил.

Доктор физико-математических наук (2011), профессор РАН (2016), член-корреспондент РАН (2025).
В настоящее время занимает в МТЦ СО РАН должности заведующего лабораторией ЭПР спектроскопии (с 2012) и директора (с 2022).

## Результаты, признание
Научные достижения: развитие методов и подходов спектроскопии электронного парамагнитного резонанса (ЭПР), применение их к новым магнитоактивным термо- и фоточувствительным молекулярным материалам.
Премии и награды:
- Премия имени академика В. В. Воеводского СО РАН за работы в области химической физики, 2011.
- Почётная грамота Президиума СО РАН — за большой личный вклад в развитие научных исследований и достигнутые успехи в производственной деятельности, март 2007.
- Почётный диплом «Достояние Сибири» в номинации «Наука и образование за вклад в развитие сибирской науки», 2007 г.

Автор свыше 230 научных статей и многочисленных докладов.